# (4119) Miles
Pour les articles homonymes, voir Miles.
(4119) Miles est un astéroïde de la ceinture principale.

## Description
(4119) Miles est un astéroïde de la ceinture principale. Il fut découvert le 16 janvier 1983 à la station Anderson Mesa par Edward L. G. Bowell. Il présente une orbite caractérisée par un demi-grand axe de 2,88 UA, une excentricité de 0,13 et une inclinaison de 13,0° par rapport à l'écliptique.

## Compléments